# یواس‌اس تینیم (ای‌کی‌ای-۶۳)
یواس‌اس تینیم (ای‌کی‌ای-۶۳) (به انگلیسی: USS Theenim (AKA-63)) یک کشتی بود که طول آن ۴۵۹ فوت (۱۴۰ متر) بود. این کشتی در سال ۱۹۴۴ ساخته شد.